# Ваффенбрунн
Ваффенбрунн (нім. Waffenbrunn) — громада в Німеччині, розташована в землі Баварія. Підпорядковується адміністративному округу Верхній Пфальц. Входить до складу району Кам.
Площа — 25,16 км2. Населення становить 2009 ос. (станом на 31 грудня 2020).